# サンパトリシオの戦い
サンパトリシオの戦い(Battle of San Patricio)は、テキサス革命の間の1836年2月27日に行われた、メキシコ共和国とそれに反乱するメキシコの一部、テキサスとの間の戦闘。

## 背景
1833年のアントニオ・ロペス・デ・サンタ・アナの権力の拡大で、いくつかのメキシコの州は表立って反乱を起こした。そういった州のひとつがコアウイラ・イ・テハス州であった。この州のテキサスの部分には、主にアメリカ合衆国南部からの移民が入植していた。サンタ・アナが力で押さえつけて自らを独裁者と名乗り、1824年メキシコ憲法を廃止すると、テキサスの人々は市民の自由を求めて反乱を起こした。サンアントニオ、ゴリアド、そして他のメキシコの砦と町がテキサスの反乱軍の手に陥落し、サンタ・アナは直接反乱を押しつぶすことに決めた。彼はメキシコ北部へ、およそ6,000名の軍隊を率いた。サンタ・アナは彼の軍隊を最大級の範囲で分割した。そのひとつの縦隊はホセ・デ・ウレア将軍が率いた。ウルレアは、メキシコ軍の海からの補給船を確保するため、テキサスの海岸沿いに南東へ進軍する命令を受けた。

## 戦闘
テキサス革命軍のジェームス・グラント、フランク・ジョンソン、ロバート・モリスの3名は、メキシコの町、マタモロスに攻撃を仕掛ける計画に共同して取り組んでいた。南への長旅のために彼らには馬が必要とされ、野生馬を捕獲することに決めた。
1836年2月27日、ウルレア軍の先遣偵察隊は、フランク・ジョンソンと70名のテキサス軍兵士が、サンパトリシオの放棄されたアイルランド人の元入植地に野営しているのを発見した。午前3:30の奇襲で、メキシコ軍部隊はテキサス軍に発砲、20名のテキサス軍兵士を殺し32名を捕虜にした。火器による戦闘は数時間におよんだ。ジョンソンと他4名のテキサス軍兵士は捕らえられたが、後になんとか逃走し、ゴリアドのジェームス・ファニンの軍隊に再加入した。
グラントとモリスの一団もまた、アグア・ドゥルセ・クリークで野営していたところをウルレアの軍隊に奇襲された。3月2日、メキシコ軍はテキサス軍を奇襲し、グラントとモリス、他12名のテキサス軍兵士を殺した。生存者は捕らえられ、マタモロスに拘置された。